# Jarana

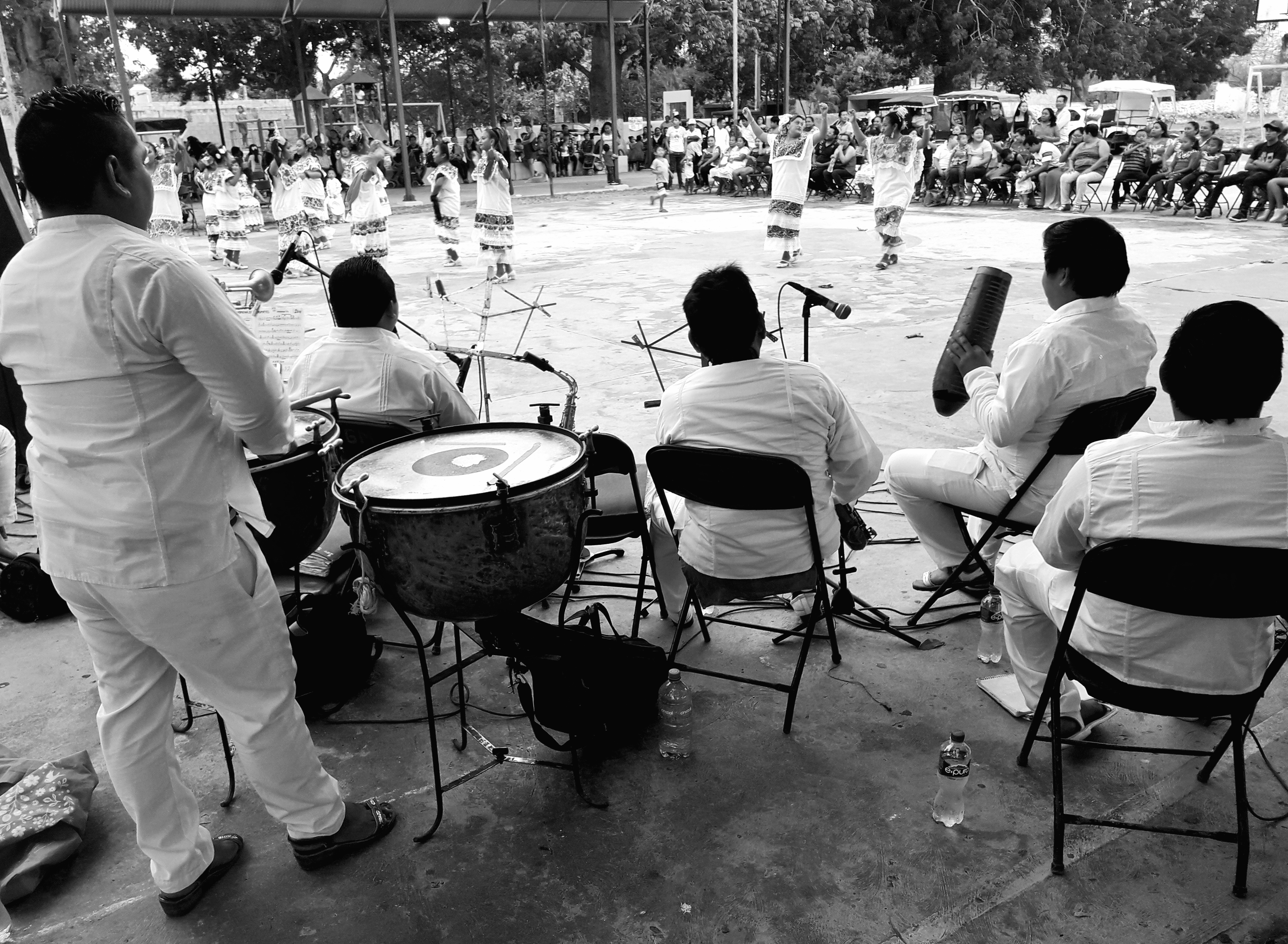
Músicos a tocar Jarana yucateca.

Jarana é um estilo musical mexicano, bastante "remixado" através de raps estadunidenses.